# Priepasné
Priepasné – wieś (obec) w powiecie Myjava, w kraju trenczyńskim na Słowacji. Znajduje się w północno-zachodniej części Słowacji.